# BMW 803

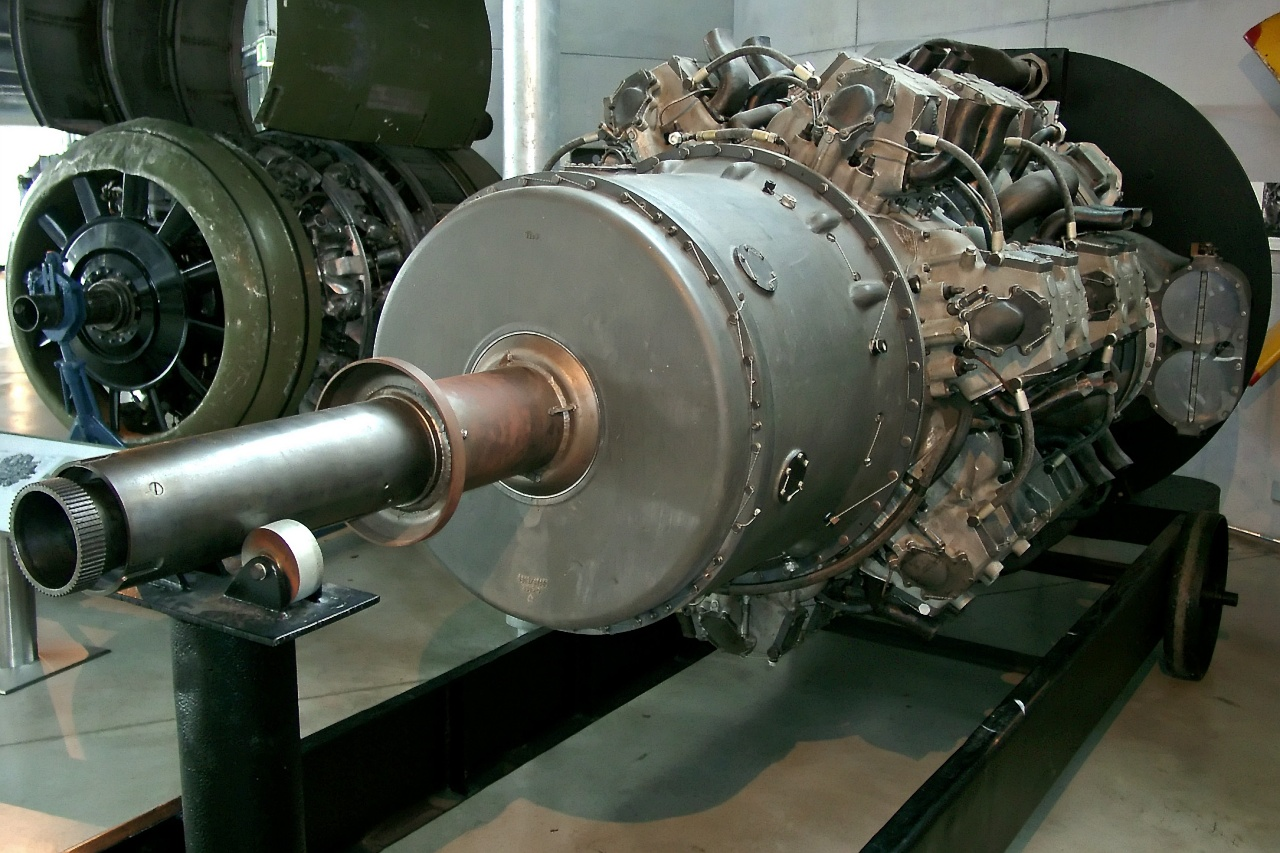
BMW 803

Der BMW 803 war ein flüssigkeitsgekühlter 28-Zylinder-Viertakt-Reihenstern-Doppelmotor der Leistungsklasse um 4.000 PS, bei dem im Gegensatz zum Pratt & Whitney R-4360 die Zylinder in geraden Reihen angeordnet waren.

## Geschichte
Die Entwicklung des Triebwerks als BMW 803 begann 1938. 1944 liefen mehrere Motoren 803 A auf dem Prüfstand, zur Serienfertigung kam es jedoch nicht. Der BMW 803 A war unter anderem für das Riesenflugboot Blohm & Voss P 200, den schweren Bomber Focke-Wulf Fw 238 und einen Focke-Wulf-Jäger mit Heckantrieb vorgesehen. Allerdings verlief bereits die Entwicklung des Triebwerks wenig erfolgreich; unter anderem brachte die geplante DVL-WVW-Flachschiebersteuerung (DVL = Deutsche Versuchsanstalt für Luftfahrt, WVW = Wankel Versuchswerkstätten) nicht den erwarteten Leistungsgewinn.
Ein Triebwerk gelangte nach dem Kriegsende 1945 in die Vereinigten Staaten und wurde dort untersucht.

## Konstruktion

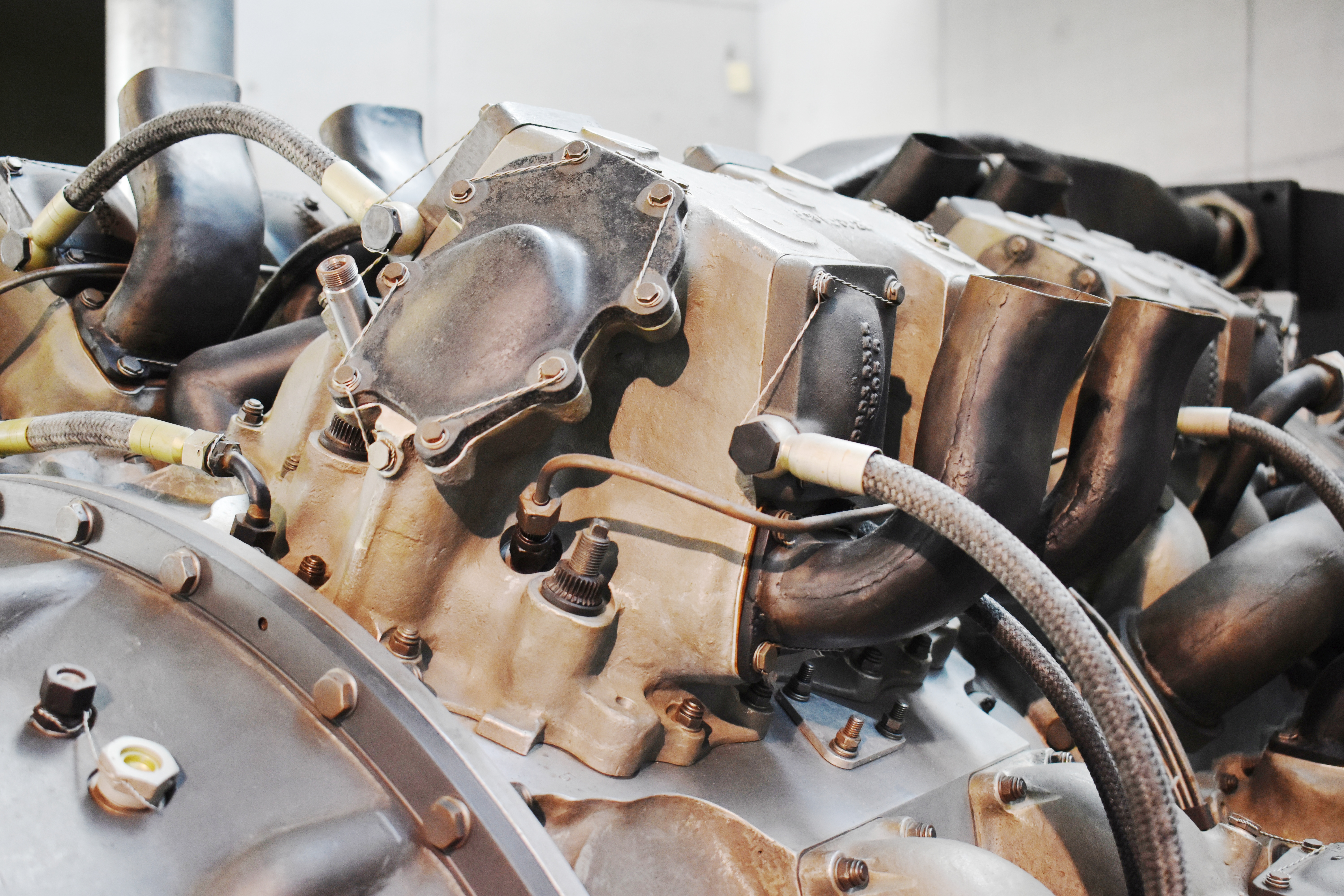
Zylinderköpfe auf dem Kurbelgehäuse

Das Triebwerk bestand aus zwei weitgehend baugleichen Teiltriebwerken mit jeweils 7 Zylinderpaaren, die hintereinander Rückwand an Rückwand angeordnet waren.

### Kurbelgehäuse
Die zwei Kurbelgehäuse aus Leichtmetall waren so groß im Durchmesser ausgeführt, dass die wassergekühlten Zylinderlaufbuchsenpaare komplett darin versenkt waren. Sie dienten damit neben der Funktion als Kurbelwellenlagerung zusätzlich als Kühlstoffmantel, führten die Ladeluft zu den Zylinderköpfen und lagerten die sieben Nebenwellen zur Kraftübertragung zwischen den Zylinderpaaren hindurch. Damit ergab sich auch zwangsweise die für Mehrfachsternmotoren ungewöhnliche Anordnung der 28 Zylinder in 7 Längsreihen.

### Zylinderköpfe
In die 14 Zylinderköpfe waren jeweils 2 Zylinderlaufbuchsen eingeschrumpft. In jedem Zylinderkopf betätigte eine obenliegende Nockenwelle über Kipphebel jeweils die einzelnen Ein- und Auslassventile der zwei Zylinder. Die 14 Nockenwellen wurden über 14 Königswellen angetrieben. Die Ladeluft des jeweiligen mechanischen Laders wurde durch das Kurbelgehäuse zu den Zylinderköpfen geleitet, wobei die Ladeluft über mehrere Luftrohre am hinteren Kurbelwellengehäuse vorbeigeführt wurde.

### Lader und Einspritzung

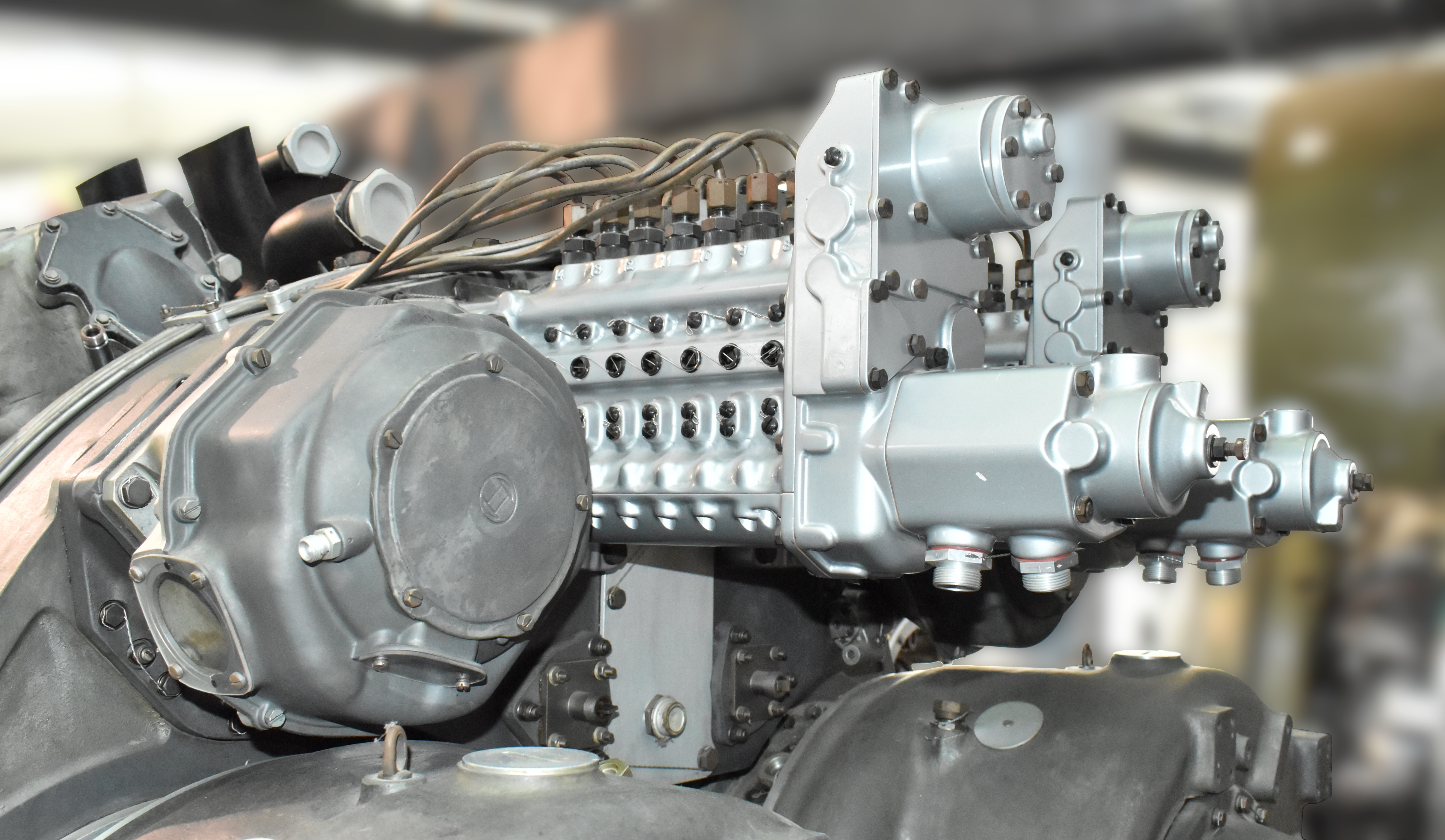
Einspritzpumpe

Zwei unabhängige zweistufige Radiallader versorgten die zwei Teiltriebwerke mit Arbeitsluft. Sie konnten mit vier Gängen dem Luftbedarf und der Flughöhe angepasst werden.
Die Direkteinspritzung mit zwei doppelreihigen Einspritzpumpen von Bosch versorgte die 28 Zylinder mit Brennstoff.

### Kraftübertragung auf die Propellerwellen
Das hintere Teiltriebwerk übertrug seine Kraft über fünf parallele Nebenwellen, die zwischen den vorderen Zylinderreihen hindurch liefen, an ein vorne liegendes Untersetzungsgetriebe. Über zwei weitere Nebenwellen wurde Leistung vom vorderen Teiltriebwerk nach hinten geleitet, um damit Lader und Nebenantriebe des vorderen Motors anzutreiben. Die beiden Teiltriebwerke konnten dadurch unabhängig voneinander abgeschaltet werden. Jedes Teiltriebwerk trieb über das Untersetzungsgetriebe einen eigenen vierblättrigen Propeller mit einem Durchmesser von 3,2 Metern an; beide Propeller drehten gegenläufig zueinander.

## Technische Daten
| Kenngröße    | Daten des BMW 803 A                             |
| ------------ | ----------------------------------------------- |
| Bauart       | 28-Zylinder-Viertakt-Reihenstern-Doppelmotor    |
| Bohrung      | 156 mm                                          |
| Hub          | 156 mm                                          |
| Hubraum      | 84 L                                            |
| Lader        | zwei zweistufige Radiallader mit je vier Gängen |
| Leistung     | 4.000 PS (ca. 2.940 kW)                         |
| Trockenmasse | ca. 2600 kg                                     |

## Erhaltenes Triebwerk
Ein einziges Exemplar des BMW 803 A ist in der Flugwerft Schleißheim, einer Außenstelle des Deutschen Museums, erhalten.
Seit den 1970er Jahren versuchte die BMW AG das Triebwerk einem kalifornischen Privatmuseum abzukaufen – das gelang schließlich nach 12 Jahren im Jahr 1988. Im Dezember 1988 traf der Montagewagen mit dem Motor in München ein und BMW begann im August 1989 gemeinsam mit dem Deutschen Museum die Restaurierung. In über 4.200 Arbeitsstunden und nur mit wenig verwertbarer Dokumentation wurde das stark beschädigte Triebwerk wieder für die Ausstellung aufbereitet. Dabei entstand mit Teilen aus dem hinteren Teilmotor eine Plexiglaswand zur Veranschaulichung des Kurbel- und Ventiltriebs.

## Weblinks

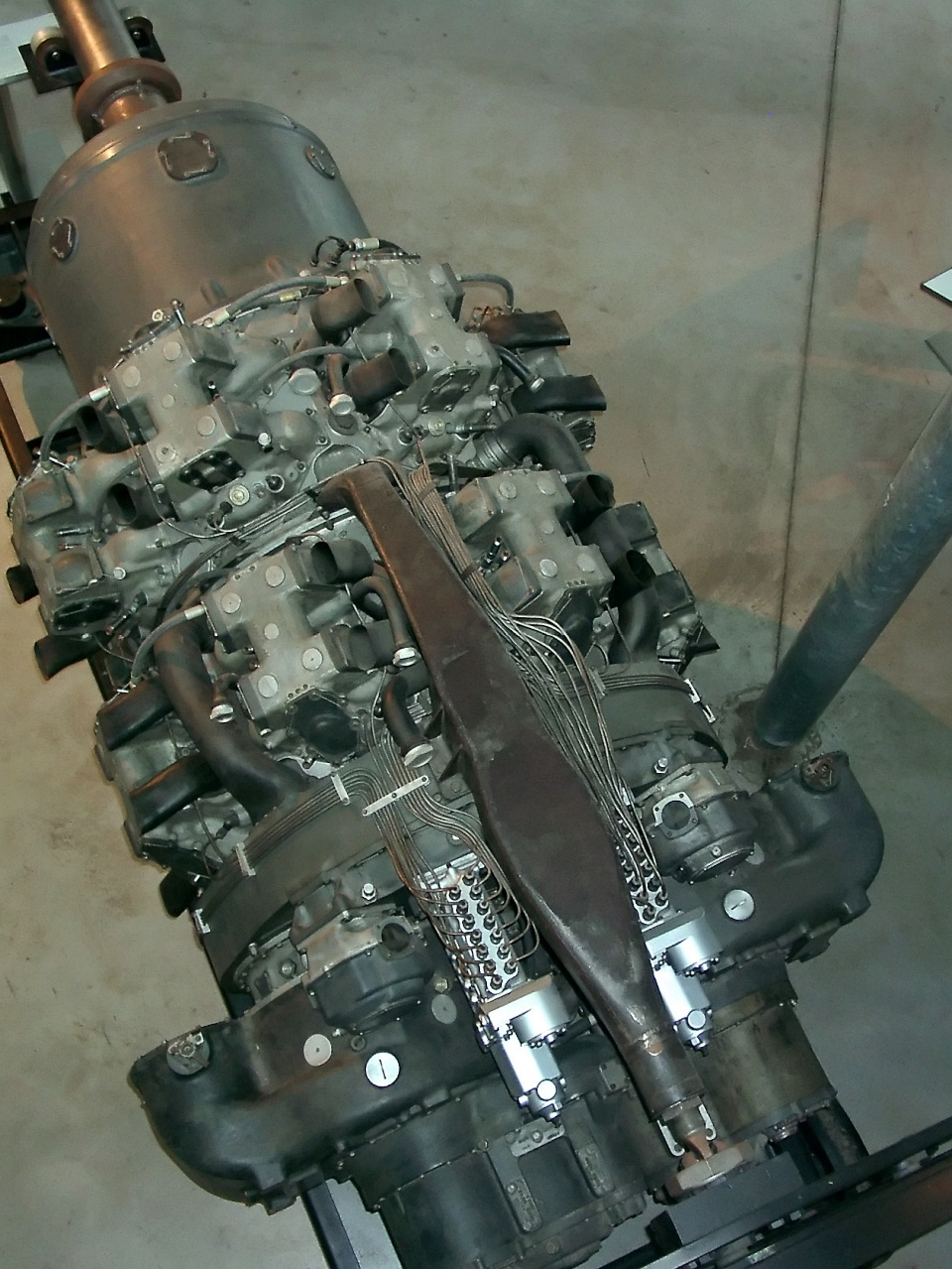
BMW 803